# Sofia Magdalena kyrka, Askersund
Sofia Magdalena kyrka är en kyrkobyggnad som tillhör Askersund-Hammars församling i Strängnäs stift. Kyrkan ligger i Askersund och uppfördes åren 1778–1780 i sten efter att den tidigare kyrkan i timmer förstörts i den förödande branden år 1776. Arkitekt är Carl Fredrik Adelcrantz.
Kyrkan har en nyklassicistisk interiör som väl har bevarat sin gustavianska karaktär. 

1868 tillverkades nuvarande altaruppsats, altarring och predikstol av Johan Zacharias Blackstadius.
Kormattan är ett högklassigt modernistiskt verk, skapat av Randi Fischer. 

## Orgel
- Före 1732 fanns ett positiv i kyrkan.[1]
- 1732 byggde organisten Johan Lenning en orgel med 6 stämmor.[1]
- 1845 byggde Pehr Zacharias Strand, Stockholm. Den fullbordades av Anders Vilhelm Lindgren och Johan Blomqvist, Stockholm. Orgeln var på 16 stämmor fördelat på två manualer och pedal.
- 1922 bygger Wilhelm Sauer, Frankfurt (Oder), Tyskland en orgel på 20 stämmor, fördelat på två manualer och pedal.
- Den nuvarande orgeln är byggd 1961 av Olof Hammarberg, Göteborg. Orgeln är mekanisk.

| Huvudverk I   | Svällverk II      | Pedal         | Koppel |
| Principal 8´  | Gedakt 8´         | Subbas 16´    | I/P    |
| Rörflöjt 8´   | Principal 4´      | Principal 8´  | II/P   |
| Fugara 8´     | Rörflöjt 4´       | Borduna 8´    | II/I   |
| Oktava 4´     | Gemshorn 2'       | Kvintadena 4´ |        |
| Hålflöjt 4'   | Nasat 1 1/3'      | Nachthorn 2'  |        |
| Kvinta 2 2/3' | Ters 4/5'         | Mixtur 2 chor |        |
| Oktava 2'     | Scharf 2 chor     | Fagott 16'    |        |
| Mixtur 4 chor | Regal 8'          |               |        |
| Trumpet 8'    | Crescendosvällare |               |        |